# Шубра ел Кејма
Шубра ел Кејма (арап. ‏شبرا الخيمة) је град у Египту у гувернорату Каљубија. Према процени из 2008. у граду је живело 1.045.370 становника. Шубра ел Кејма је четврти највећи град у Египту, после Каира, Александрије и Гизе. Налази се северно од Каира и припада његовом ширем градском подручју.

## Становништво
Према процени, у граду је 2008. живело 1.045.370 становника.
| 1986.   | 1996.   | 2006.     |
| ------- | ------- | --------- |
| 714.594 | 870.716 | 1.016.722 |